# Teechart
TeeChartはのSteema Softwareによって開発され、管理、プログラマのためのチャート作成ライブラリ。TeeChartは1997年以来ほとんどのDelphiおよびC ++ Builder製品に含まれており、TeeChartStandardは現在EmbarcaderoRAD Studio 10.4Sydneyの一部である。 TeeChart Proバージョンは、すべてのフォーマットのシェアウェアリリースであるTeeChartを提供する製品である。Lite for .NETは、Microsoft Visual Studio.NETコミュニティおよびTeeChartforPHP用の無料のグラフ作成コンポーネントで、Teecharts PHP はPHP環境用のオープンソースライブラリである。TeeChart Charting Libraryは、Delphi VCL / FMX、 ActiveX、 Microsoft Visual Studio .NET用のC＃、 Java、およびPHPのバージョンで、チャート、マップ、およびゲージを提供する。完全なソースコードは、ActiveXバージョンを除くすべてのバージョンで常に利用可能。TeeChartのユーザーインターフェイスは38の言語に翻訳されている。